# Maria Bravin
Maria Bravin, född 8 september 1907i Trieste, död 5 februari 2004 i Trieste, var en italiensk friidrottare med löpgrenar som huvudgren. Bravin var flerfaldig italiensk mästare och blev medaljör vid damolympiaden Olimpiadi della Grazia 1931 och var en pionjär inom damidrott.

## Biografi
Maria Bravin föddes 1907 i Trieste i nordöstra Italien, i ungdomstiden blev hon intresserad av friidrott. 1927 gick med i idrottsföreningen "Società Ginnastica Triestina" och började tävla i simning. Senare övergick hon till friidrott i samma klubb där hon främst tävlade i kortdistanslöpning men även i kulstötning. Hon tävlade även i flera landskamper i det italienska damlandslaget i friidrott.
Bravin inledde sin tävlingskarriär med simning, mellan åren 1927 och 1930 tog hon medaljplatser i Universiaden (då Jeux Mondiaux Universitaires / Summer Student World Championships) 1927 i Rom (1 guldmedalj, 3 bronsmedaljer) och italienska mästerskapen 1928, 1929 och 1930 (3 guldmedaljer, 4 bronsmedaljer).
1929 deltog hon i sina första italienska mästerskap i friidrott (Campionati italiani assoluti di atletica leggera) i Turin, hon tog guldmedalj i löpning 400 m och stafettlöpning 4 x75 meter (med Silia Martini, Bravin som andre löpare, Tina Steiner och Derna Polazzo).
1930 vann Bravin guldmedalj i löpning 200 m och i stafettlöpning 4 x 75 m (med Bravin som förste löpare, Maria Coselli, Ada Novak och Tina Steiner) och 4 x 100 m (med Nives De Grassi, Bravin som andre löpare, Maria Coselli och Tina Steiner) samt tog silvermedalj i löpning 100 meter vid italienska mästerskap i friidrott i Florens. Vid tävlingar i Udine 14 april samma satte hon italienskt rekord i löpning 80 meter. Vid tävlingar i Neapel 19 juni satte hon även italienskt rekord i stafettlöpning 4 x 100 m (med Tina Steiner, Lidia Bongiovanni och Derna Polazzo). Senare samma år deltog Bravin vid damolympiaden Internationella kvinnospelen i Prag. Hon tävlade i flera grenar men utan att nå medaljplats, under kvalloppen i stafettlöpning 4 x 100 meter (med Viarengo, Steiner och Bongiovanni) 7 september blev sluttiden dock nytt italienskt rekord igen.
1931 vann hon guldmedalj i stafettlöpning 4 x 75 m (med Bravin som förste löpare, Nives De Grassi, Ebe Fragiacomo och Tina Steiner) och 4 x 100 m (med Nives De Grassi, Maria Coselli, Bravin som tredje löpare, och Tina Steiner) samt tog bronsmedalj i kulstötning vid italienska mästerskap i friidrott i Bologna. Hon tävlade även i löpning 100 m där hon slutade på en 4.e plats.
Senare under 1931 deltog Bravin vid damolympiaden Olimpiadi della Grazia i Florens, under idrottsspelen vann hon silvermedalj i stafettlöpning 4 x 75 meter (med Lidia Bongiovanni, Bravin som andre löpare, Tina Steiner och Giovanna Viarengo). Hon tävlade även i löpning 100 m och 200 m samt i stafettlöpning 4 x 100 m och svensk stafett dock utan att nå medaljplats. Segertiden i stafettlöpning 4 x 75 m var också italienskt rekord. Vid tävlingar i Chorzów 8 augusti förbättrade hon återigen det italienska rekordet i stafettlöpning 4 x 100 m (med Viarengo, Steiner och Bongiovanni).
1932 vann hon återigen guldmedalj i stafettlöpning 4 x 75 m (med Bravin som förste löpare, Maria Coselli, Nives De Grassi och Ada Novak) och 4 x 100 m (med Nives De Grassi, Ada Novak, Maria Coselli och Bravin som 4.e löpare) samt tog bronsmedalj i löpning 100 m vid italienska mästerskap i friidrott i Venedig.
1933 deltog Bravin i sina sista italienska mästerskapen, hon vann återigen guldmedalj i stafettlöpning 4 x 100 m (med Nives De Grassi, Pina Cipriotto, Maria Coselli och Bravin som 4.e löpare) samt tog silvermedalj i löpning 100 m och i kulstötning vid italienska mästerskap i friidrott i Verona.
Senare drog sig Bravin tillbaka från tävlingslivet, hon dog i februari 2004 i Trieste.